# Lintorf (Bad Essen)
 (mars 2022).
Lintorf est un quartier de la commune allemande de Bad Essen, dans le Land de Basse-Saxe.

## Géographie
Lintorf se situe au nord des Wiehengebirge.

## Histoire
Lintorf est mentionné pour la première fois dans un document en 1227. Pendant l'existence de l'arrondissement de Wittlage, Lintorf est encore le siège administratif de la commune de Lintorf. Avec l'expansion de l'arrondissement d'Osnabrück, l'actuel "Altkreis Wittlage" n'existe plus. Dans le même temps, le 1er juillet 1972, Lintorf intègre la commune de Bad Essen.
L'église gothique Saint-Jean est construite en 1499.

## Infrastructure
La gare de Lintorf (Han) se situe sur la ligne de Wittlage. Seuls les trains du musée ferroviaire de Minden circulent.

## Source, notes et références
- (de) Cet article est partiellement ou en totalité issu de l’article de Wikipédia en allemand intitulé « Lintorf (Bad Essen) » (voir la liste des auteurs).

1. ↑  (de) Statistisches Bundesamt, Historisches Gemeindeverzeichnis für die Bundesrepublik Deutschland. Namens-, Grenz- und Schlüsselnummernänderungen bei Gemeinden, Kreisen und Regierungsbezirken vom 27.5.1970 bis 31.12.1982, 1983 (ISBN 3-17-003263-1)